# Avancem
Avancem és un moviment polític catalanista i socialista que va néixer l'any 2012. Els membres més destacats són Joan Ignasi Elena, Fabian Mohedano, Glòria Plana, Jordi del Río i Pere Pladevall.
Creat el 30 juny de 2012, per diferents membres de l'òrbita del Partit dels Socialistes de Catalunya, Elena, Del Río i Pladevall eren membres destacats del corrent obiolista del PSC, amb la voluntat de treballar per construir un espai socialista que contribueixi a la recomposició del centre-esquerra a Catalunya en el context del procés independentista català.
El febrer de 2014 es constitueix com a associació. En les eleccions locals de 2015 va segellar diferents pactes municipals amb Esquerra Republicana de Catalunya per exemple, a Badalona, Cambrils, Lleida, Lloret de Mar i Riudoms, que es van repetir a les eleccions municipals de 2019 però ja no en les de 2023, i el moviment no sembla tenir activitat, 